# Tract de Villejuif

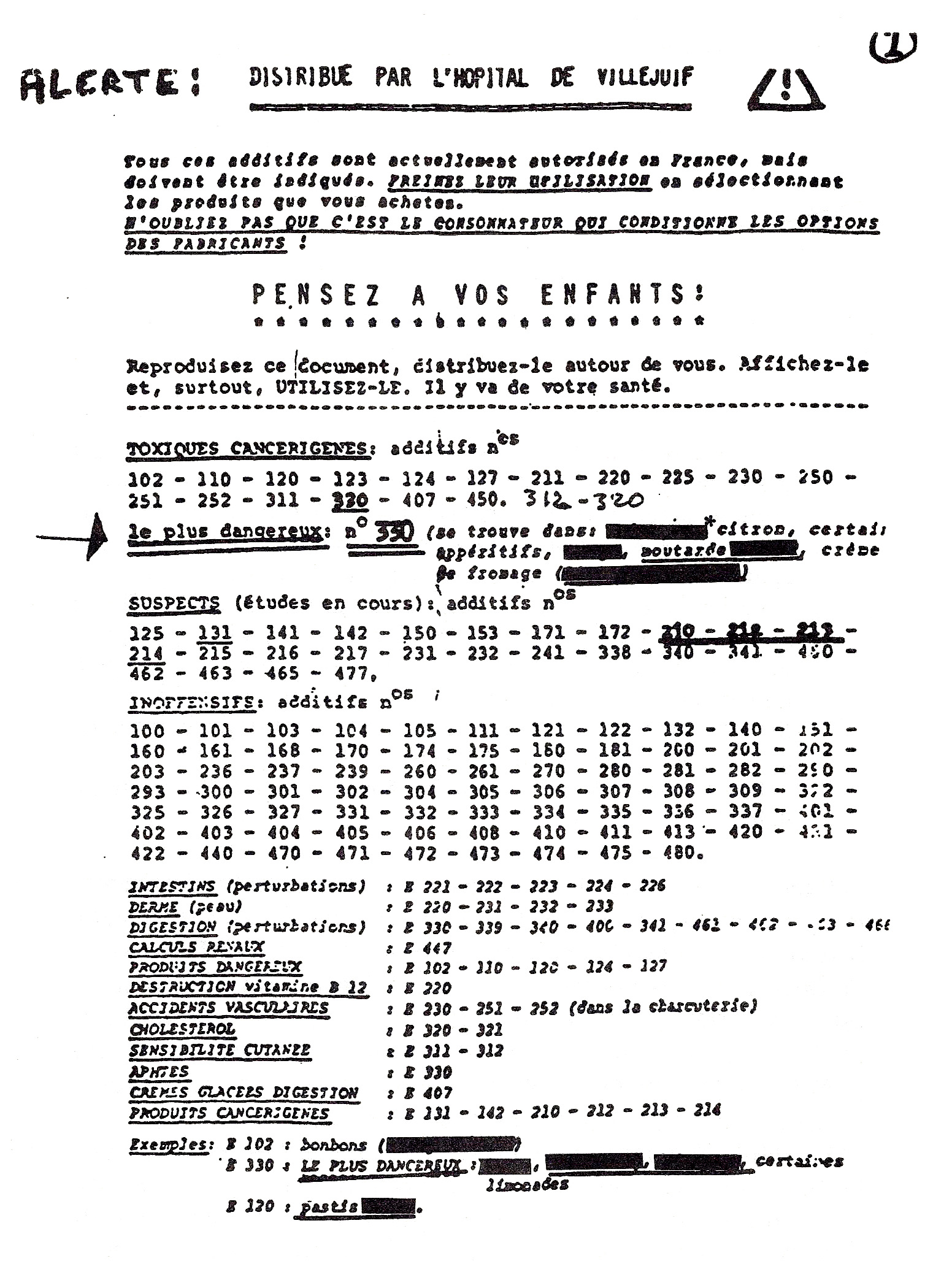
Une version du « tract de Villejuif »

Le tract de Villejuif est une liste fantaisiste, prétendument publiée par l'« hôpital de Villejuif » en France, et signalant faussement comme cancérigènes un certain nombre d'additifs alimentaires, tout particulièrement E330 (acide citrique). Elle a d'abord circulé sous forme de photocopies dans les années 1970. Bien que l'hôpital de Villejuif (l'Institut Gustave-Roussy, de son vrai nom) ait démenti à plusieurs reprises être à l'origine de ce document, cette légende urbaine se remet parfois à circuler épisodiquement, y compris de nos jours par propagation électronique.

## Historique
En juin 1975, les listes de la première nomenclature unifiée des additifs alimentaires pour les pays de la CEE sont publiées au Journal officiel. Les additifs y sont classés à l'aide d'un code « E plus trois chiffres ». En décembre, le magazine français Science et vie publie un tableau résumant et commentant cette codification, et classant 29 additifs comme « suspects » ou « dangereux ». L'acide citrique (E330) est présenté comme « suspect ».
En 1975, la CEE interdit aussi l'utilisation de neuf colorants alimentaires, mais suspend cette interdiction pour un an. Plusieurs organisations de consommateurs protestent et, au début de 1976, organisent un boycott de tous les colorants. En avril, le numéro de Que choisir est intitulé « Boycottez les colorants », et le magazine publie une liste de 107 colorants, en présentant 70 comme dangereux ou suspects. L'acide citrique est à nouveau présenté comme « suspect. »

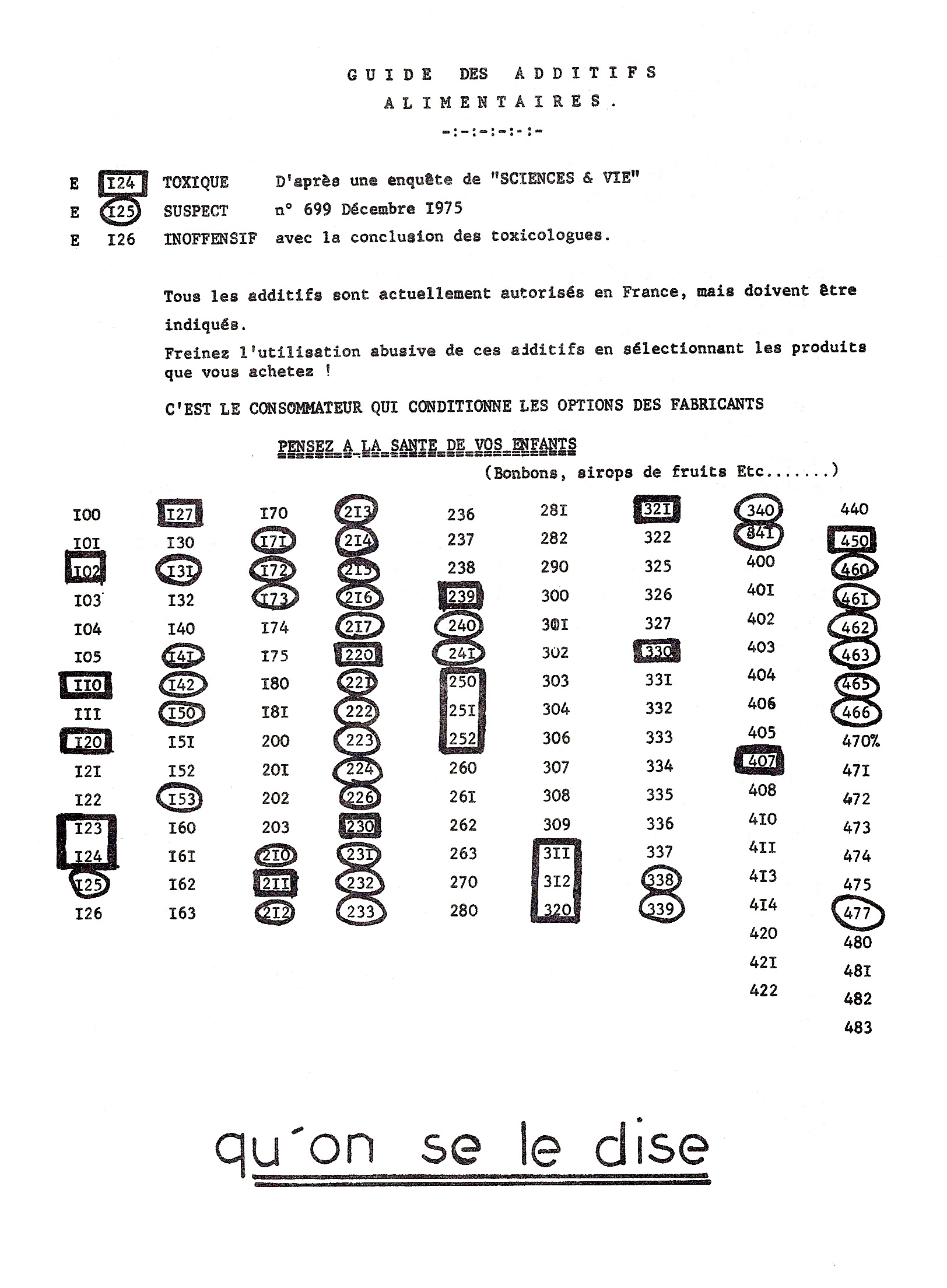
Une des premières versions, mentionnant Science et vie

Le premier exemplaire connu du tract a été publié en février 1976 en France, sous forme d'une page dactylographiée. Son auteur est inconnu. Il fait référence à l'article de Science et vie, mais pas encore à l'hôpital de Villejuif. Il classe les additifs alimentaires en « cancérigène », « suspect », ou « inoffensif ». Des versions successives indiquent « distribué à l'hôpital de Villejuif », « distribué par l'hôpital de Villejuif » et enfin « L'hôpital de Villejuif informe... » Des détails fantaisistes sur les effets des additifs apparaissent, ainsi que des noms de marques à éviter. Lors d'un sondage de 150 ménagères, 19 % indiquent qu'elles ont arrêté d'acheter les marques en question, et 69 % envisagent de le faire.
Des copies circulent à travers l'Europe pendant une décennie, sous la forme d'un tract ou d'un pamphlet, transmis entre amis ou collègues, citant outre l'acide citrique neuf autres additifs et une liste de produits décrits comme toxiques et cancérigènes,. La Grande-Bretagne est touchée en 1984, et le Danemark en 1989. En 1990, une version allemande du texte est diffusée parmi le personnel de la Commission européenne à Bruxelles.
D'après Jean-Noël Kapferer, le tract attire l'attention d'experts lors de sa diffusion, qui le considèrent aussitôt comme suspect, en raison de la description incorrecte de l'E330 comme toxique cancérigène « le plus dangereux ». Mais les démentis officiels n'entravent pas sa diffusion. 
Le tract circule toujours en France en 2018 au travers des réseaux sociaux. Le 11 février 2018, le député MoDem du Loiret, Richard Ramos, invité par la chaîne de télévision France 5 à l’émission C Politique, brandissait encore une copie du tract pour étayer son réquisitoire véhément contre la grande distribution, en dénonçant la présence de l’additif E330 dans plusieurs échantillons qu’il avait apportés sur le plateau, sans mentionner et apparemment sans savoir qu’il s’agissait de l’acide citrique, et sans être contredit sur ce point par les invités et journalistes présents sur le plateau.

## Liste des éléments
Plusieurs versions de cette liste ont circulé, et les éléments varient entre le statut de suspect à dangereux selon les versions. La liste actuelle a été incluse dans au moins plusieurs versions, :
- Toxique : E102, E110, E120, E123, E124, E127, E211, E220, E225, E230, E239, E250, E251, E252, E311, E312, E320, E321, E330 (Acide citrique, listé en tant que "très dangereux"), E407, E450
- Suspect : E125, E131, E141 , E142, E150, E153, E171, E172, E173 (Aluminium), E210, E212, E213, E214/E215, E216/E217, E221, E222, E223, E224, E226, E231, E232, E233, E240, E338, E339, E340, E341, E460 (Cellulose), E461, E462, E463, E464, E465, E466